# Tomàs de Celano
Tomàs de Celano (Celano, província de L'Aquila, Abruços, ca. 1200 - Tagliacozzo, ca. 1265) fou un frare franciscà, escriptor i poeta en llatí i primer biògraf de Sant Francesc d'Assís. Popularment, és venerat com a beat, però oficialment, l'Església catòlica el considera servent de Déu i en té oberta la causa de beatificació, des de 1991.

## Biografia
Fou un dels primers deixebles de Francesc d'Assís i ingressà a l'Orde de Frares Menors cap al 1215. El 1221 va participar en una missió a Alemanya, on anà amb Cesari d'Espira per difondre l'orde. En 1223 fou nomenat custodi únic (custos unicus) de la Província Renana de l'orde, que comprenia Colònia (Alemanya), Magúncia, Worms, i Espira.
Passats dos anys tornà a Itàlia i fou present a la mort de Francesc i en la seva canonització, el 16 de juliol de 1228. El papa Gregori IX li encarregà d'escriure una vida del nou sant; una part dels franciscans, però, la trobaren poc satisfactòria i n'hagué de fer una segona versió, que incloïa testimonis d'altres franciscans que l'havien conegut. Al segle següent, però, aquesta vida fou substituïda per la Legenda maior de Bonaventura de Bagnoregio, la qual cosa provocà que l'antiga fos abandonada i la majoria de còpies desapareguessin.
En 1260 Tommaso fou nomenat director espiritual d'un convent de clarisses de Tagliacozzo, on morí cap al 1265. Fou sebollita a l'església de San Giovanni Val dei Varri, vora el monestir, però les restes foren portades a la de San Francesco de Tagliacozzo.

## Obra escrita
Se'l considera com el probable autor de l'himne Dies irae. A més, escrigué:
- Legenda ad Usum chori (ca. 1230)
- S. Francisci Assisensis vita et miracula, biografia oficial de Francesc d'Assís formada per:
  - Vita prima S. Francisci (1228/1229), primera vida
  - Vita secunda S. Francisci (1246/1247), segona vida
  - Tractatus de miraculis S. Francisci (1247-1257)
- Legenda S. Clarae Virginis (1255), vida de Santa Clara d'Assís.

També escrigué dos poemes en llaor del sant d'Assís.